# Korea Media Rating Board
La Korea Media Rating Board (KMRB) es una organización pública que clasifica películas, videos y otras películas en clasificaciones basadas en la edad y recomienda actuaciones nacionales de artistas extranjeros. A través de estos sistemas de calificación, la Junta de Calificación de Medios de Corea proporciona a los espectadores nacionales información precisa para su visualización y protege a los niños de materiales dañinos e inadecuados. Establecida en 1966 como el "Comité coreano de ética de arte y cultura", la organización cambió el nombre a "Comité coreano de ética para las artes escénicas" en 1976 y la "Promoción de las artes escénicas del Consejo Coreano" en 1997. En junio de 1999, finalmente cambió al nombre actual de Korea Media Rating Board.

## Sistema de clasificación
Las calificaciones se determinan en películas y videos clasificados, actuaciones teatrales y publicidad. Las actuaciones en el escenario han sido calificadas ALL, Adolescentes restringidos o no clasificados. Los anuncios generalmente han sido calificados ALL o no clasificados. El medio que se clasifica incluye:
- Películas producidas a nivel nacional
- Películas extranjeras
- Anuncios en:
  - Vistas previas
  - Carteles
  - Periódicos
  - tableros de avisos

### Clasificaciones de películas
La Junta de calificación de medios de corea (영상물등급위원회) de Busan divide las películas con licencia en las siguientes categorías:
| Identificador | Identificador | Edad mínima      | Recomendación                           | Definición |
| ------------- | ------------- | ---------------- | --------------------------------------- | --- |
|               | All           | Todas las edades | Audiencia general.                      | Puede ser visto, alquilado o comprado por personas de todas las edades. |
|               | 12            | 12 años o más    | No recomendada para menores de 12 años. | Nadie menor de 12 años puede ver la película. Se permiten audiencias menores de edad acompañadas por un padre o tutor. |
|               | 15            | 15 años o más    | No recomendada para menores de 15 años. | Nadie menor de 15 años puede ver la película. Se permiten audiencias menores de edad acompañadas por un padre o tutor. |
|               | 19            | 19 años o más    | No recomendada para menores de 19 años. | Nadie menor de 19 años puede ver la película. Esta calificación fue reemplazada por 19 el 1 de mayo de 2024 debido a una nueva ley de Corea del Sur que aumenta el límite legal de edad para adultos.                                                                             |
|               | Limited       | Renstringida     | Proyección restringida                  | Necesita cierta restricción la proyección, ya que se considera una influencia muy perjudicial para la dignidad humana universal, el valor social, las buenas costumbres o la emoción nacional, debido a la excesiva expresión de desnudez, violencia, comportamiento social, etc. |

El 1 de enero de 2021, el KMRB actualizó sus iconos de madurez.

## Sitio web
- KMRB Sitio oficial (en coreano)
- KMRB Sitio oficial (en inglés)

- Datos: Q626710
- Multimedia: Korea Media Rating Board / Q626710